# Edirne (provincie)
Edirne is een provincie in Turkije, gelegen in het oosten van Thracië. De provincie is 6241 km² groot en heeft 413.903 inwoners (eind 2019). Binnen de grenzen van de provincie bevinden zich enkele belangrijke grensovergangen richting Bulgarije en Griekenland. De belangrijkste hiervan zijn Kapıkule (grens met Bulgarije) en İpsala (grens met Griekenland). 
De hoofdstad van de provincie is Edirne.

## Geografie

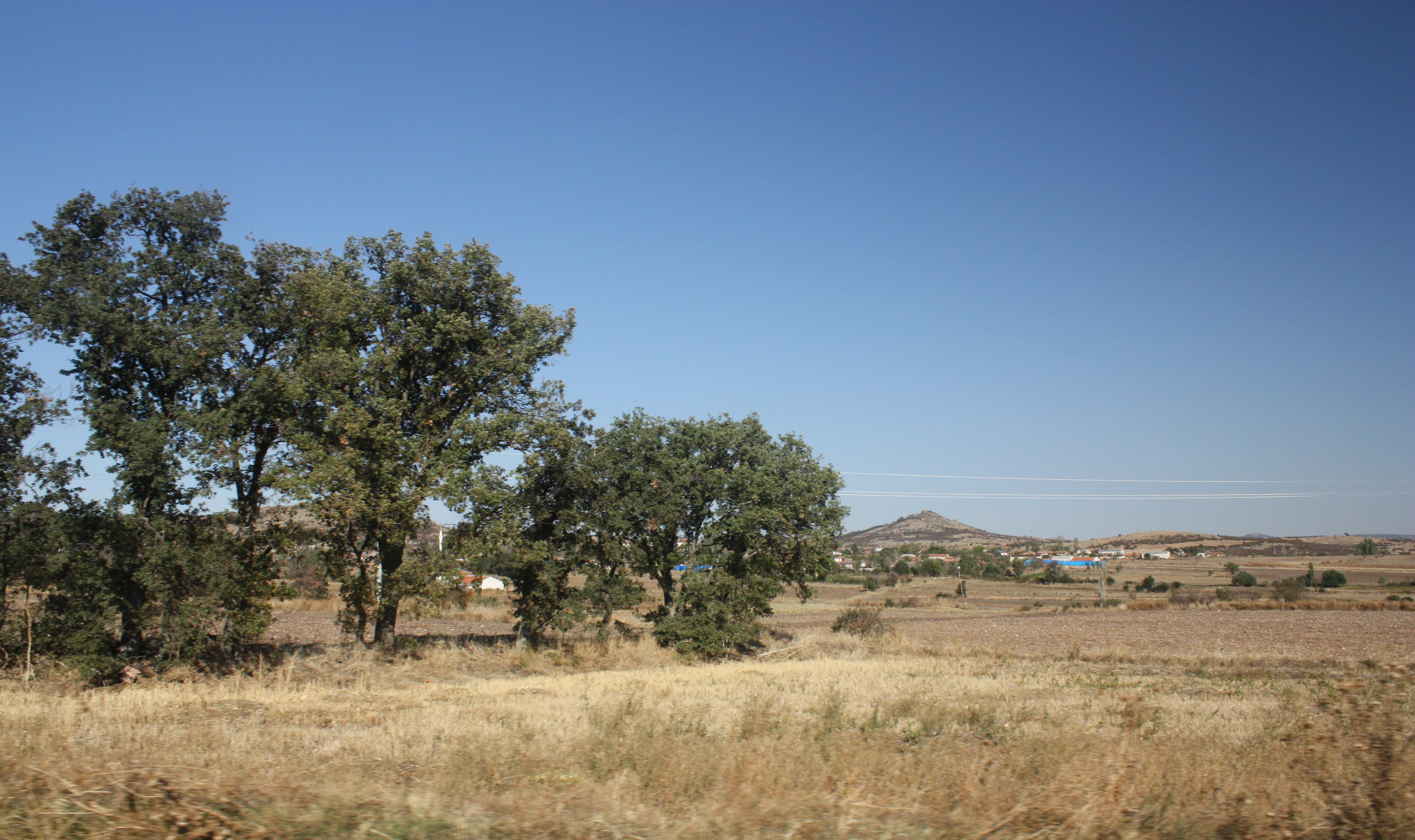
Landschap van Edirne

De provincie Edirne ligt in Oost-Thracië en heeft een oppervlakte van 6.241 km², iets groter dan de Nederlandse provincie Friesland. De provincie Edirne grenst in het westen aan het Griekse departement Evros met de rivier de Maritsa (Turks: Meriç, Grieks: Évros) als grensrivier, in het noordwesten aan de Bulgaarse oblast Chaskovo, in het uiterste noorden aan de oblast Jambol, in het oosten aan de Turkse provincies Kırklareli en Tekirdağ. 
Het reliëf is vrij vlak met een gemiddelde hoogte van 62 meter. Ongeveer 57% van de landoppervlakte bestaat uit landbouwgrond, terwijl 25% uit bosareaal bestaat. 
Het district Meriç is naar de rivier Maritsa vernoemd.

## Bevolking
Op 31 december 2019 telde de provincie Edirne 413.903 inwoners. In 2015 bedroeg de urbanisatiegraad 72% van de totale bevolking. De bevolking van Edirne is in een rap tempo aan het verouderen. Op 31 december 2019 was 14,86% van de bevolking jonger dan 15 jaar, terwijl 14,48% van de bevolking 65 jaar of ouder was. Het vruchtbaarheidscijfer is een van de laagste in Turkije en bedroeg in 2017 zo'n 1,46 kinderen per vrouw, tegen 2,41 kinderen per vrouw in 1980.
| Bevolking | 150.840 | 251.373 | 221.268 | 276.479 | 316.425 | 363.286 | 404.599 | 402.606 | 390.428 | 413.903 |

Het inwonersaantal is onevenredig verdeeld. De meeste inwoners wonen in het district Edirne (185.408 inwoners), gevolgd door de districten Keşan (83.373 inwoners) en Uzunköprü (61.087 inwoners). De dunbevolkste districten zijn Lalapaşa en Süleoğlu met 6.680 respectievelijk 7.062 inwoners.  

#### Roma-gemeenschap

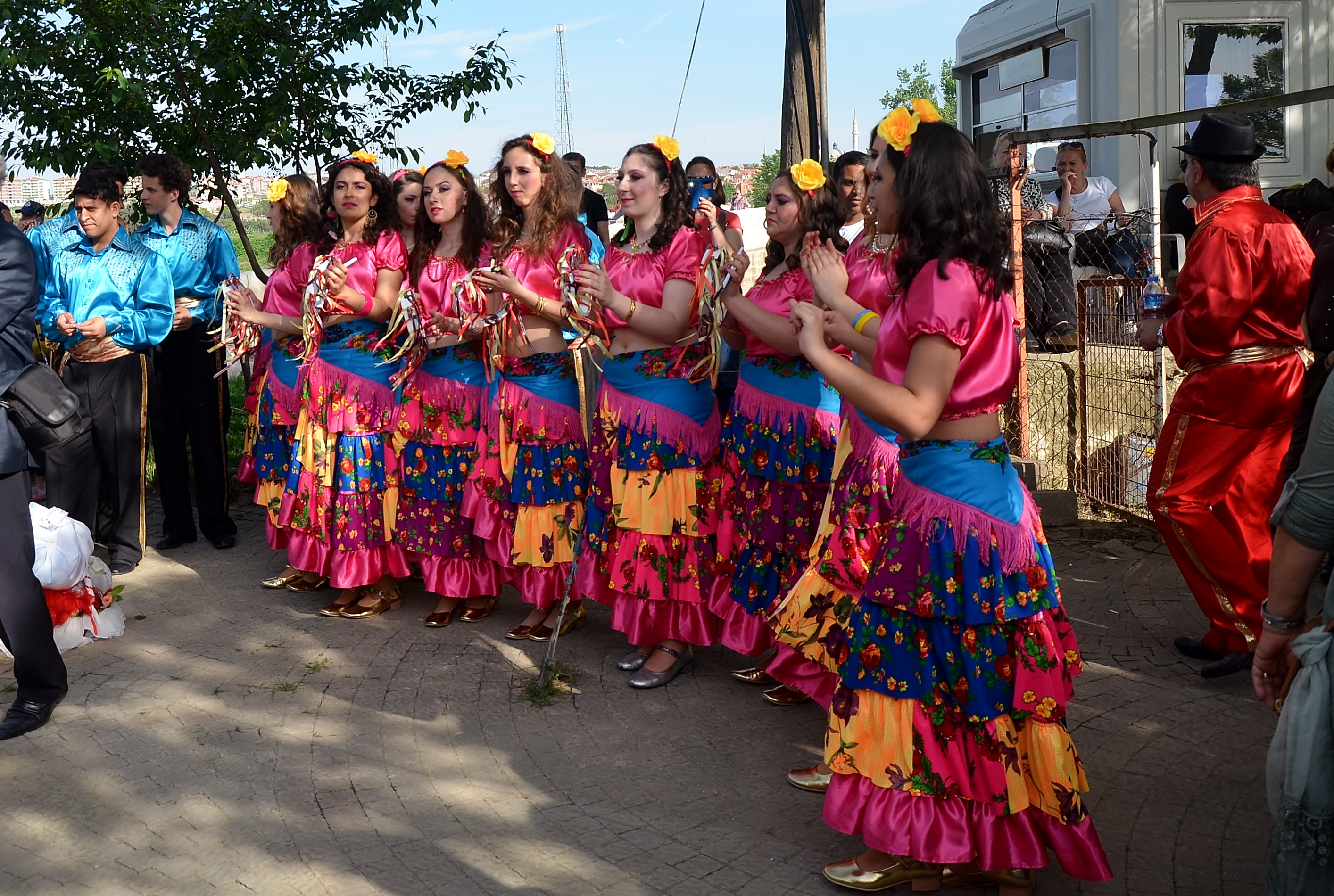
Dansende vrouwen tijdens het Kakava-festival in Edirne (2015)

Een groot deel van de bevolking van Edirne bestaat uit Turkssprekende Roma in Turkije. De Roma werden voor het eerst in het jaar 1068 gedocumenteerd in Adrianopel (tegenwoordig: Edirne). Het exacte aantal Roma is onbekend, maar volgens schattingen leven er minimaal 60.000 Roma in Edirne. In de volksmond worden de zigeuners 'Çingene' genoemd, maar soms wordt ook het begrip 'Çerge' gebruikt. De meeste Roma wonen in gesegregeerde achterstandswijken in de stad Edirne, zoals de wijken Şafak, Çavuşbey en Menzilahir. Veel van deze wijken hebben geen stromend water of geen elektriciteitsverbinding. Bovendien wonen de Roma ook in een aantal plattelandsgebieden, zoals de districten Keşan en Meriç.
Er zijn ook mensen in Edirne die helemaal geen Romani zijn, maar waarvan wordt gezegd dat ze Çingene (zigeuners) zijn! Hun verhaal is best interessant en luidt als volgt: In het Ottomaanse rijk zagen sommige families die militaire dienst als riskant zagen en hun zonen niet wilden sturen, er geen probleem in om een zigeuner identiteit aan te nemen voor registratie van hun bevolking, omdat ze wisten dat zigeuners niet werden gerekruteerd als strijders, tot 1874 toen gelijke rechten als andere moslims werden gegeven aan Moslim Roma. Deze families bleven in die archieven nog steeds als zigeuners verschijnen!
Net zoals in de rest van Thracië en in de rest de Marmararegio is de zogenaamde 'Roman havasi' in Edirne ook heel erg populair.

## Sport
De provincie kent twee voetbalclubs: Edirnespor (sinds 1966) en Uzunköprüspor (sinds 1970).

## Bestuurlijke indeling
Volgens de gegevens van TÜİK telt de provincie Edirne 9 districten (İlçe), 16 gemeenten (belediye), 95 buurten (mahalle) en 253 dorpen (köy).

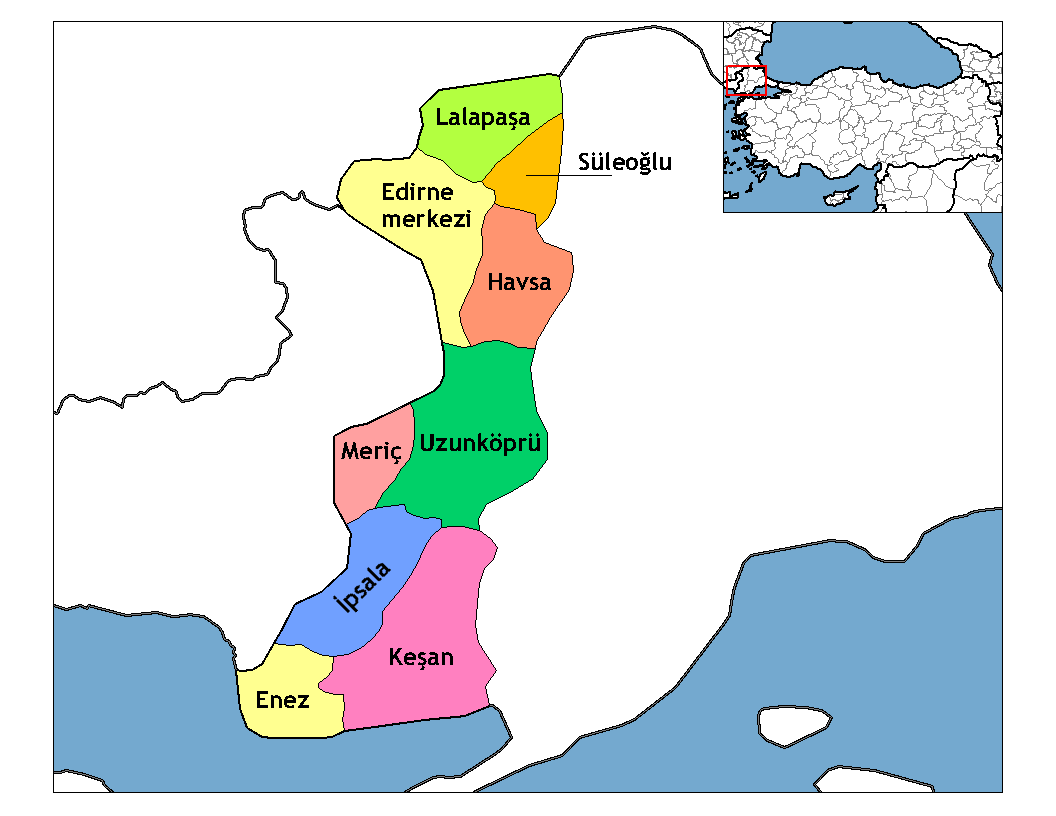
Districten van Edirne

### Districten
| - Edirne - Enez - Havsa | - Ipsala - Keşan - Lalapaşa | - Meriç - Süleoğlu - Uzunköprü |